# Reyesano
Le reyesano (ou maropa) est une langue amérindienne, de la famille tacanane, parlée en Amazonie en Bolivie, dans le département de Beni.
Seuls 12 locuteurs parlent encore couramment la langue qui est quasiment éteinte.

## Classification
Le reyesano fait partie des langues tacananes. Celles-ci avec les langues panoanes constituent la famille pano-tacanane.

## Phonologie
Les phonèmes du reyesano sont présentés dans leur orthographe pratique avec leur prononciation API.

### Voyelles
|         | Antérieure | Centrale | Postérieure |
| ------- | ---------- | -------- | ----------- |
| Fermée  | i [i]      |          | u [ʊ]       |
| Moyenne | e [e]      |          |             |
| Ouverte |            | a [a]    |             |

- Allophones:

[e] est en variation libre avec [ɛ].
 [o] n'est pas un phonème, mais un allophone, en variation libre, de [ʊ].

### Consonnes
|               |               | Bilabiale | Dentale | Latérale | Palatale | Rétrofl. | Alvéo.-p. | Vélaire | Labio-vél. | Glottale |
| ------------- | ------------- | --------- | ------- | -------- | -------- | -------- | --------- | ------- | ---------- | -------- |
| Occlusives    | Sourdes       | p [p]     | t [t]   |          |          |          |           | k [k]   | kw [kʷ]    |          |
| Occlusives    | Prénasal.     | b [m͡b]    |         |          |          |          |           |         |            |          |
| Fricatives    | Sourdes       |           | s [s]   |          |          |          | sh [ɕ]    |         |            | j [h]    |
| Fricatives    | Sonores       |           | d [ð]   |          |          |          |           |         |            |          |
| Affriquées    | Sourdes       |           |         |          |          | ts [t͡ʂ]  | ch [t͡ɕ]   |         |            |          |
| Affriquées    | Prénasal.     |           |         |          |          | dz [nd͡ʐ] |           |         |            |          |
| Nasales       | Nasales       | m [m]     | n [n]   |          |          |          |           |         |            |          |
| Liquides      | Liquides      |           | r [ɹ]   | l [l]    |          |          |           |         |            |          |
| Semi-voyelles | Semi-voyelles | w [w]     |         |          | y [j]    |          |           |         |            |          |

- Allophones:

Le [ɹ] n'est pas dental mais une latérale alvéolaire.
[w] garde cette prononciation devant [a], mais il est réalisé [β] devant [i] et [e].